# خضر الحبلرودي
الشيخ نجم الدين خضر بن محمد بن علي الرازي الحبلرودي(2) (ت. 850 هـ). رجل دين وفقيه ومتكلم شيعي إيراني. لم يُرصد تاريخ ولادته إلّا أنه توفي سنة 850 هـ، وهو محل توثيق من ترجم له من مشايخ الشيعة ومنهم؛ الحر العاملي.(3)

## مؤلفاته
من مؤلفاته المذكورة في المصادر التي ترجمت له:
| - تحفة المتقين في أصول الدين. - حقائق العرفان في خلاصة الأصول والميزان. - التحقيق المبين في شرح نهج المسترشدين. - كاشف الحقائق شرح درة المنطق. ذكر هذا الكتاب الحر العاملي في أمل الآمل. - جامع الأصول في شرح رسالة الفصول شرحٌ على كتاب رسالة الفصول للطوسي في علم الكلام، ورسالة الفصول في الأصل باللغة الفارسية، فعرّبها محمد بن علي الجرجاني، وشرح الحبلرودي هو على الرسالة المُعرّبة. - جامع الدرر في شرح الباب الحادي عشر. | - مفتاح الغرر لفتح باب الحادي عشر. مختصرٌ لكتابه جامع الدُرر. - جامع الدقائق في شرح غرة المنطق. - القوانين. - الإمامة. - إثبات إمامة الإثني عشر. - التوضيح الأنور بالحجج الواردة لدفع شبه الأعور. هو ردٌ على كتاب يوسف بن مخزوم الواسطي الأعور الذي ألفه في الرد على الشيعة. وقد ذكره إسماعيل باشا البغدادي في إيضاح المكنون، وآغا بزرگ الطهراني في الذريعة، وإعجاز حسين الكنتوري في كشف الحجب والأستار. |

## الهوامش
- 1 - لم تُحدّد المصادر التاريخية تاريخ ولادته إلّا أن محسن الأمين ذكر في ترجمته له: ”من أهل أوائل المائة التاسعة ومن علماء أوائل عصر الصفوية وما قبله“،[3] فيما قال خير الدين الزركلي: ”فقيه إمامي متكلم من علماء أوائل الدولة الصفوية بشيراز“.[2]

- 2 - قال محسن الأمين في ترجمته للحبلرودي: ”الحبلرودي نسبة إلى حبلرود بفتح الحاء المهملة وسكون الباء الموحدة وفتح اللام وضم الراء وسكون الواو بعدها دال مهملة“، ويستمر بقوله: ”قرية كبيرة معروفة من أعمال الري بين بلاد مازندران والري“.[3]
- 3 - قال عنه الحر العاملي في ترجمته له في أمل الآمل ما نصّه: ”كان عالماً فاضلاً ماهراً محققاً مدققاً إمامياً صحيح الاعتقاد“.[5]